# Rood-zwarte kardinaal
De rood-zwarte kardinaal (Periporphyrus erythromelas) is een zangvogel uit de familie Cardinalidae (kardinaalachtigen).

## Verspreiding en leefgebied
Deze soort komt voor van zuidelijk Venezuela tot de Guyana's en oostelijk amazonisch Brazilië.